# Ronde van de Ain 2014
De 26e editie van de wielerwedstrijd Ronde van de Ain vond in 2014 plaats van 12 tot en met 16 augustus. De wedstrijd startte met een proloog in Saint-Amour, en eindigde in Arbent. De ronde maakte deel uit van de UCI Europe Tour 2014, in de categorie 2.1. In 2013 won de Fransman Romain Bardet. Deze editie werd gewonnen door de Nederlander Bert-Jan Lindeman.

## Deelnemende ploegen
| World Tour              | ProContinentaal              | Continentaal            | Nationaal          |
| ----------------------- | ---------------------------- | ----------------------- | ------------------ |
| AG2R La Mondiale        | Bretagne-Séché Environnement | BigMat-Auber 93         | Frankrijk beloften |
| Europcar                | Cofidis                      | La Pomme Marseille      |                    |
| FDJ.fr                  | Colombia                     | Roubaix Lille Métropole |                    |
| Garmin Sharp            | Wanty-Groupe Gobert          | Astana CT               |                    |
| Omega Pharma-Quick-Step |                              | Ecuador                 |                    |
|                         |                              | Rabobank DT             |                    |

## Etappe-overzicht
| etappe  | datum       | start           | finish              | type      | afstand  | winnaar            | klassementsleider |
| ------- | ----------- | --------------- | ------------------- | --------- | -------- | ------------------ | ----------------- |
| Proloog | 12 augustus | Saint-Amour     | Saint-Amour         | Proloog   | 4,6 km   | Gianni Meersman    | Gianni Meersman   |
| 1e      | 13 augustus | Lac de Chalain  | Montrevel-en-Bresse | Heuvelrit | 150,2 km | Raymond Kreder     | Gianni Meersman   |
| 2e      | 14 augustus | Bourg-en-Bresse | Saint-Vulbas        | Heuvelrit | 158,1 km | Gianni Meersman    | Gianni Meersman   |
| 3e      | 15 augustus | Lagnieu         | Lélex (Mont Jura)   | Bergrit   | 142,8 km | Bert-Jan Lindeman  | Bert-Jan Lindeman |
| 4e      | 16 augustus | Nantua          | Arbent              | Heuvelrit | 134,8 km | Julian Alaphilippe | Bert-Jan Lindeman |

## Etappe-uitslagen

### Proloog
| Saint-Amour - Saint-Amour (4,6 km (ITT)) |                    |                              |       |
| Plaats                                   | Naam               | Ploeg                        | Tijd  |
| Winnaar                                  | Gianni Meersman    | Omega Pharma-Quick-Step      | 5'02" |
| 2                                        | Julian Alaphilippe | Omega Pharma-Quick-Step      | + 2"  |
| 3                                        | Pieter Serry       | Omega Pharma-Quick-Step      | + 3"  |
| 4                                        | Rigoberto Urán     | Omega Pharma-Quick-Step      | z.t.  |
| 5                                        | Jérôme Coppel      | Cofidis                      | + 5"  |
| 6                                        | Arnaud Gérard      | Bretagne-Séché Environnement | z.t.  |
| 7                                        | Lennard Hofstede   | Rabobank DT                  | + 6"  |
| 8                                        | Timo Roosen        | Rabobank DT                  | + 7"  |
| 9                                        | Mark Cavendish     | Omega Pharma-Quick-Step      | + 8"  |
| 10                                       | Tom-Jelte Slagter  | Garmin Sharp                 | + 9"  |

### 1e etappe
| Lac de Chalain - Montrevel-en-Bresse (150,2 km) |                    |                         |          |
| Plaats                                          | Naam               | Ploeg                   | Tijd     |
| Winnaar                                         | Raymond Kreder     | Garmin Sharp            | 3u44'30" |
| 2                                               | Marc Sarreau       | FDJ.fr                  | z.t.     |
| 3                                               | Gianni Meersman    | Omega Pharma-Quick-Step | z.t.     |
| 4                                               | Pavel Gatski       | Astana CT               | z.t.     |
| 5                                               | Leonardo Duque     | Colombia                | z.t.     |
| 6                                               | Benjamin Giraud    | La Pomme Marseille      | z.t.     |
| 7                                               | Mike Teunissen     | Rabobank DT             | z.t.     |
| 8                                               | Lilian Calmejane   | Frankrijk beloften      | z.t.     |
| 9                                               | Zhandos Bizhigitov | Astana CT               | z.t.     |
| 10                                              | Steven Tronet      | BigMat-Auber 93         | z.t.     |

| Algemeen klassement |                    |                              |          |
| Plaats              | Naam               | Ploeg                        | Tijd     |
| Gele trui           | Gianni Meersman    | Omega Pharma-Quick-Step      | 3u49'48" |
| 2                   | Julian Alaphilippe | Omega Pharma-Quick-Step      | + 6"     |
| 3                   | Pieter Serry       | Omega Pharma-Quick-Step      | + 7"     |
| 4                   | Rigoberto Urán     | Omega Pharma-Quick-Step      | z.t.     |
| 5                   | Jérôme Coppel      | Cofidis                      | + 9"     |
| 6                   | Arnaud Gérard      | Bretagne-Séché Environnement | z.t.     |
| 7                   | Lennard Hofstede   | Rabobank DT                  | + 10"    |
| 8                   | Timo Roosen        | Rabobank DT                  | + 11"    |
| 9                   | Mark Cavendish     | Omega Pharma-Quick-Step      | + 12"    |
| 10                  | Tom-Jelte Slagter  | Garmin Sharp                 | + 13"    |

### 2e etappe
| Bourg-en-Bresse - Saint-Vulbas (158,1 km) |                    |                              |          |
| Plaats                                    | Naam               | Ploeg                        | Tijd     |
| Winnaar                                   | Gianni Meersman    | Omega Pharma-Quick-Step      | 3u40'17" |
| 2                                         | Romain Feillu      | Bretagne-Séché Environnement | z.t.     |
| 3                                         | Leonardo Duque     | Colombia                     | z.t.     |
| 4                                         | Julian Alaphilippe | Omega Pharma-Quick-Step      | z.t.     |
| 5                                         | Marc Sarreau       | FDJ.fr                       | z.t.     |
| 6                                         | Artur Fedossejev   | Astana CT                    | z.t.     |
| 7                                         | Raymond Kreder     | Garmin Sharp                 | z.t.     |
| 8                                         | Maxime Bouet       | AG2R La Mondiale             | z.t.     |
| 9                                         | Romain Hardy       | Cofidis                      | z.t.     |
| 10                                        | Benoît Jarrier     | Bretagne-Séché Environnement | z.t.     |

| Algemeen klassement |                    |                              |          |
| Plaats              | Naam               | Ploeg                        | Tijd     |
| Gele trui           | Gianni Meersman    | Omega Pharma-Quick-Step      | 7u29'55" |
| 2                   | Julian Alaphilippe | Omega Pharma-Quick-Step      | + 16"    |
| 3                   | Pieter Serry       | Omega Pharma-Quick-Step      | + 17"    |
| 4                   | Rigoberto Urán     | Omega Pharma-Quick-Step      | z.t.     |
| 5                   | Jérôme Coppel      | Cofidis                      | + 19"    |
| 6                   | Arnaud Gérard      | Bretagne-Séché Environnement | z.t.     |
| 7                   | Lennard Hofstede   | Rabobank DT                  | + 20"    |
| 8                   | Timo Roosen        | Rabobank DT                  | + 21"    |
| 9                   | Mark Cavendish     | Omega Pharma-Quick-Step      | + 22"    |
| 10                  | Tom-Jelte Slagter  | Garmin Sharp                 | + 23"    |

### 3e etappe
| Lagnieu - Lélex (Mont Jura) (142,8 km) |                        |                         |          |
| Plaats                                 | Naam                   | Ploeg                   | Tijd     |
| Winnaar                                | Bert-Jan Lindeman      | Rabobank DT             | 3u53'06" |
| 2                                      | Romain Bardet          | AG2R La Mondiale        | + 57"    |
| 3                                      | Daniel Martin          | Garmin Sharp            | + 2'24"  |
| 4                                      | Jean-Christophe Péraud | AG2R La Mondiale        | z.t.     |
| 5                                      | Rémy Di Grégorio       | La Pomme Marseille      | z.t.     |
| 6                                      | Pierre-Roger Latour    | Frankrijk beloften      | + 3'23"  |
| 7                                      | Maxime Bouet           | AG2R La Mondiale        | z.t.     |
| 8                                      | Grégoire Tarride       | La Pomme Marseille      | z.t.     |
| 9                                      | Yoann Bagot            | Cofidis                 | z.t.     |
| 10                                     | Julian Alaphilippe     | Omega Pharma-Quick-Step | z.t.     |
|                                        |                        |                         |          |
| 15                                     | Jérôme Baugnies        | Wanty-Groupe Gobert     | + 4'08"  |

| Algemeen klassement |                        |                         |           |
| Plaats              | Naam                   | Ploeg                   | Tijd      |
| Gele trui           | Bert-Jan Lindeman      | Rabobank DT             | 11u23'26" |
| 2                   | Romain Bardet          | AG2R La Mondiale        | + 54"     |
| 3                   | Daniel Martin          | Garmin Sharp            | + 2'25"   |
| 4                   | Jean-Christophe Péraud | AG2R La Mondiale        | + 2'27"   |
| 5                   | Rémy Di Grégorio       | La Pomme Marseille      | + 2'42"   |
| 6                   | Julian Alaphilippe     | Omega Pharma-Quick-Step | + 3'14"   |
| 7                   | Yoann Bagot            | Cofidis                 | + 3'24"   |
| 8                   | Romain Sicard          | Europcar                | + 3'25"   |
| 9                   | Pierre-Roger Latour    | Frankrijk beloften      | + 3'26"   |
| 10                  | Grégoire Tarride       | La Pomme Marseille      | + 3'28"   |
|                     |                        |                         |           |
| 15                  | Jérôme Baugnies        | Wanty-Groupe Gobert     | + 4'13"   |

### 4e etappe
| Nantua - Arbent (134,8 km) |                    |                              |          |
| Plaats                     | Naam               | Ploeg                        | Tijd     |
| Winnaar                    | Julian Alaphilippe | Omega Pharma-Quick-Step      | 3u23'12" |
| 2                          | Daniel Martin      | Garmin Sharp                 | + 5"     |
| 3                          | Carlos Verona      | Omega Pharma-Quick-Step      | z.t.     |
| 4                          | Guillaume Levarlet | Cofidis                      | z.t.     |
| 5                          | Brice Feillu       | Bretagne-Séché Environnement | z.t.     |
| 6                          | Romain Sicard      | Europcar                     | z.t.     |
| 7                          | Romain Bardet      | AG2R La Mondiale             | z.t.     |
| 8                          | Arnaud Gérard      | Bretagne-Séché Environnement | + 48"    |
| 9                          | Romain Hardy       | Cofidis                      | z.t.     |
| 10                         | Marco Minnaard     | Wanty-Groupe Gobert          | z.t.     |
|                            |                    |                              |          |
| 15                         | Frederik Backaert  | Wanty-Groupe Gobert          | z.t.     |

## Eindklassementen
| Plaats    | Naam                   | Ploeg                        | Tijd      |
| --------- | ---------------------- | ---------------------------- | --------- |
| Gele trui | Bert-Jan Lindeman      | Rabobank DT                  | 14u47'26" |
| 2         | Romain Bardet          | AG2R La Mondiale             | + 11"     |
| 3         | Daniel Martin          | Garmin Sharp                 | + 1'36"   |
| 4         | Julian Alaphilippe     | Omega Pharma-Quick-Step      | + 2'16"   |
| 5         | Jean-Christophe Péraud | AG2R La Mondiale             | + 2'27"   |
| 6         | Rémy Di Grégorio       | La Pomme Marseille           | + 2'42"   |
| 7         | Romain Sicard          | Europcar                     | z.t.      |
| 8         | Yoann Bagot            | Cofidis                      | + 3'24"   |
| 9         | Pierre-Roger Latour    | Frankrijk beloften           | + 3'26"   |
| 10        | Grégoire Tarride       | La Pomme Marseille           | + 3'28"   |
| 11        | Maxime Bouet           | AG2R La Mondiale             | + 3'31"   |
| 12        | Brice Feillu           | Bretagne-Séché Environnement | + 3'38"   |
| 13        | Kenny Elissonde        | FDJ.fr                       | z.t.      |
| 14        | Jordi Simón            | Ecuador                      | + 3'39"   |
| 15        | Artur Fedossejev       | Astana CT                    | + 4'13"   |
| 16        | Jérôme Baugnies        | Wanty-Groupe Gobert          | z.t.      |
| 17        | Christophe Le Mével    | Cofidis                      | + 4'15"   |
| 18        | Florian Guillou        | Bretagne-Séché Environnement | + 4'29"   |
| 19        | Julien El Fares        | La Pomme Marseille           | + 4'31"   |
| 20        | Edward Díaz            | Colombia                     | + 5'13"   |

| Plaats      | Naam               | Ploeg                   | Punten |
| ----------- | ------------------ | ----------------------- | ------ |
| Groene trui | Julian Alaphilippe | Omega Pharma-Quick-Step | 57     |
| 2           | Gianni Meersman    | Omega Pharma-Quick-Step | 56     |
| 3           | Daniel Martin      | Garmin Sharp            | 36     |
|             |                    |                         |        |
| 4           | Raymond Kreder     | Garmin Sharp            | 34     |

| Plaats    | Naam              | Ploeg                   | Punten |
| --------- | ----------------- | ----------------------- | ------ |
| Rode trui | Jordi Simón       | Ecuador                 | 45     |
| 2         | Bert-Jan Lindeman | Rabobank DT             | 35     |
| 3         | Julien El Fares   | La Pomme Marseille      | 32     |
|           |                   |                         |        |
| 14        | Pieter Serry      | Omega Pharma-Quick-Step | 3      |

| Plaats     | Naam                | Ploeg                   | Tijd      |
| ---------- | ------------------- | ----------------------- | --------- |
| Witte trui | Julian Alaphilippe  | Omega Pharma-Quick-Step | 14u49'42" |
| 2          | Pierre-Roger Latour | Frankrijk beloften      | + 1'10"   |
| 3          | Artur Fedossejev    | Astana CT               | + 1'57"   |
|            |                     |                         |           |
| 5          | Lennard Hofstede    | Rabobank DT             | + 9'36"   |

| Plaats | Ploeg                   | Tijd      |
| ------ | ----------------------- | --------- |
|        | AG2R La Mondiale        | 44u28'33" |
| 2      | La Pomme Marseille      | + 4'14"   |
| 3      | Cofidis                 | + 6'28"   |
|        |                         |           |
| 4      | Omega Pharma-Quick-Step | + 9'07"   |
| 7      | Rabobank DT             | + 17'35"  |

## Klassementenverloop
| Etappe       | Winnaar            | Algemeen klassement · | Puntenklassement · | Bergklassement ·  | Jongerenklassement · | Ploegenklassement ·     |
| ------------ | ------------------ | --------------------- | ------------------ | ----------------- | -------------------- | ----------------------- |
| P            | Gianni Meersman    | Gianni Meersman       | Gianni Meersman    | niet uitgereikt   | Julian Alaphilippe   | Omega Pharma-Quick-Step |
| 1            | Raymond Kreder     | Gianni Meersman       | Gianni Meersman    | Roman Semjonov    | Julian Alaphilippe   | Omega Pharma-Quick-Step |
| 2            | Gianni Meersman    | Gianni Meersman       | Gianni Meersman    | Roman Semjonov    | Julian Alaphilippe   | Omega Pharma-Quick-Step |
| 3            | Bert-Jan Lindeman  | Bert-Jan Lindeman     | Gianni Meersman    | Bert-Jan Lindeman | Julian Alaphilippe   | AG2R La Mondiale        |
| 4            | Julian Alaphilippe | Bert-Jan Lindeman     | Julian Alaphilippe | Jordi Simón       | Julian Alaphilippe   | AG2R La Mondiale        |
| 0Eindstanden | 0Eindstanden       | Bert-Jan Lindeman     | Julian Alaphilippe | Jordi Simón       | Julian Alaphilippe   | AG2R La Mondiale        |

## UCI Europe Tour
In deze Ronde van de Ain waren punten te verdienen voor de ranking in de UCI Europe Tour 2014. Enkel renners die uitkwamen voor een (pro-)continentale ploeg, maakten aanspraak om punten te verdienen.
| Positie                      | 1e | 2e | 3e | 4e | 5e | 6e | 7e | 8e | 9e | 10e | 11e | 12e |
| Eindklassement               | 80 | 56 | 32 | 24 | 20 | 16 | 12 | 8  | 7  | 6   | 5   | 3   |
| Per etappe                   | 16 | 11 | 6  | 5  | 4  | 2  |    |    |    |     |     |     |
| Drager leiderstrui (per dag) | 8  |    |    |    |    |    |    |    |    |     |     |     |

| #  | Renner              | Ploeg                                           | Punten |
| -- | ------------------- | ----------------------------------------------- | ------ |
| 1  | Bert-Jan Lindeman   | Rabobank DT                                     | 104    |
| 2  | Rémy Di Grégorio    | La Pomme Marseille                              | 20     |
| 3  | Marc Sarreau        | FDJ.fr/ Armée de Terre                          | 15     |
| 4  | Romain Feillu       | Bretagne-Séché Environnement                    | 11     |
| 5  | Leonardo Duque      | Colombia                                        | 10     |
| 6  | Pierre-Roger Latour | Frankrijk beloften/ Chambéry Cyclisme Formation | 9      |
| 7  | Yoann Bagot         | Cofidis                                         | 8      |
| 8  | Brice Feillu        | Bretagne-Séché Environnement                    | 7      |
| 9  | Grégoire Tarride    | La Pomme Marseille                              | 6      |
| 10 | Pavel Gatski        | Astana CT                                       | 5      |
| 10 | Guillaume Levarlet  | Cofidis                                         | 5      |
| 12 | Jérôme Coppel       | Cofidis                                         | 4      |
| 13 | Arnaud Gérard       | Bretagne-Séché Environnement                    | 2      |
| 13 | Benjamin Giraud     | La Pomme Marseille                              | 2      |
| 13 | Artur Fedossejev    | Astana CT                                       | 2      |

Etappewedstrijden

 Ster van Bessèges ·
 Ronde van de Middellandse Zee ·
 Ruta del Sol ·
 Ronde van de Algarve ·
 Ronde van de Haut-Var ·
 Driedaagse van West-Vlaanderen ·
 Internationale Wielerweek ·
 Internationaal Wegcriterium ·
 Driedaagse van De Panne-Koksijde ·
 Ronde van de Sarthe ·
 Ronde van Trentino ·
 Ronde van Turkije ·
 Vierdaagse van Duinkerke ·
 Ronde van Azerbeidzjan ·
 Szlakiem Grodów Piastowskich ·
 Ronde van Castilië en León ·
 Ronde van Picardië ·
 Ronde van Noorwegen ·
 World Ports Classic ·
 Ronde van Beieren ·
 Ronde van België ·
 Tour des Fjords ·
 Ronde van Estland ·
 Ronde van Luxemburg ·
 Boucles de la Mayenne ·
 Ster ZLM Toer ·
 Ronde van Slovenië ·
 Route du Sud ·
 Ronde van Oostenrijk ·
 Sibiu Cycling Tour ·
 Ronde van Wallonië ·
 Ronde van Portugal ·
 Ronde van Denemarken ·
 Ronde van de Ain ·
 Ronde van Burgos ·
 Arctic Race of Norway ·
 Ronde van de Limousin ·
 Ronde van Poitou-Charentes ·
 Ronde van Groot-Brittannië ·
 Ronde van Gévaudan Languedoc-Roussillon ·
 Eurométropole Tour
Eendaagse wedstrijden

 GP La Marseillaise ·
 Grote Prijs van de Etruskische Kust ·
 Trofeo Palma ·
 Trofeo Ses Salines ·
 Trofeo Serra de Tramuntana ·
 Trofeo Platja de Muro ·
 Trofeo Laigueglia ·
 Ronde van Murcia ·
 Omloop Het Nieuwsblad ·
 Classic Sud Ardèche ·
 GP Lugano ·
 Clásica de Almería ·
 Kuurne-Brussel-Kuurne ·
 La Drôme Classic ·
 Le Samyn ·
 GP Città di Camaiore ·
 Strade Bianche ·
 Roma Maxima ·
 Ronde van Drenthe ·
 Dwars door Drenthe ·
 Nokere Koerse ·
 GP Nobili Rubinetterie ·
 Handzame Classic ·
 Classic Loire-Atlantique ·
 Grote Prijs van Cholet-Pays de Loire ·
 Dwars door Vlaanderen ·
 Route Adélie de Vitré ·
 Volta Limburg Classic ·
 Grote Prijs Miguel Indurain ·
 Ronde van La Rioja ·
 Scheldeprijs ·
 GP Cerami ·
 Klasika Primavera ·
 Parijs-Camembert ·
 Brabantse Pijl ·
 GP Denain ·
 Ronde van de Finistère ·
 Tro Bro Léon ·
 Ronde van Keulen ·
 La Roue Tourangelle ·
 Rund um den Finanzplatz Eschborn-Frankfurt ·
 Ronde van de Somme ·
 ProRace Berlin ·
 Grote Prijs van Plumelec ·
 Boucles de l'Aulne ·
 Ronde van Zeeland Seaports ·
 GP Kanton Aargau ·
 Ronde van Limburg ·
 Ronde van de Apennijnen ·
 Halle-Ingooigem ·
 Prueba Villafranca de Ordizia ·
 GP Industria & Artigianato-Larciano ·
 Ronde van Toscane ·
 Circuito de Getxo ·
 Polynormande ·
 RideLondon Classic ·
 GP Stad Zottegem ·
 Arnhem-Veenendaal Classic ·
 Châteauroux Classic de l'Indre ·
 Druivenkoers Overijse ·
 Brussels Cycling Classic ·
 GP Fourmies ·
 Ronde van de Doubs ·
 GP Jef Scherens ·
 Coppa Bernocchi ·
 GP van Wallonië ·
 Coppa Agostoni ·
 Ronde van de Drie Valleien ·
 Kampioenschap van Vlaanderen ·
 Grote Prijs Impanis-Van Petegem ·
 Memorial Marco Pantani ·
 GP Industria & Commercio di Prato ·
 GP van Isbergues ·
 Omloop van het Houtland ·
 Duo Normand ·
 Milaan-Turijn ·
 Ronde van het Münsterland ·
 Ronde van de Vendée ·
 Memorial Frank Vandenbroucke ·
 Coppa Sabatini ·
 Parijs-Bourges ·
 Ronde van Emilia ·
 Parijs-Tours ·
 GP Beghelli ·
 Nationale Sluitingsprijs ·
 Chrono des Nations